# 守本憲弘
守本 憲弘（もりもと かずひろ、1961年〈昭和36年〉1月21日 - ）は、日本の政治家、経産官僚。兵庫県南あわじ市長（3期）。

## 来歴
兵庫県南淡町（現・南あわじ市）に生まれる。兵庫県立洲本高等学校卒業。1984年（昭和59年）3月、東京大学法学部卒業。同年4月、通商産業省に入省。
1991年（平成3年）、ノースウェスタン大学経営大学院修了。資源エネルギー庁参事官（原子力損害対応室長）、中小企業庁経営支援部長などを歴任したのち、2013年（平成25年）7月から2016年（平成28年）6月まで東北経済産業局長を務めた。
2017年（平成29年）1月29日告示、2月5日投票の南あわじ市長選挙において無投票で初当選した。2月13日、市長就任。2021年、無投票で再選。2025年、無投票で3選。同年の選挙には、政治団体のNHKから国民を守る党の党首立花孝志の出馬が取り沙汰されていたが市長の辞任に伴い行われる大阪府岸和田市長選挙に何らかの形で関わること理由に取りやめた。